# Enrique Basombrío
Enrique Basombrío Echenique (Lima, 1898 - Ibd., 1986), fue un ingeniero agrónomo y político peruano. Fue ministro de Agricultura y Alimentación en 1945.

## Biografía
Hijo de Juan Luis Basombrío López y Victoria Echenique Bryce. Bisnieto del general José Rufino Echenique, que fue presidente de la República de 1851 a 1855.
En 1915 ingresó a la Escuela Nacional de Ingeniería, egresando en 1919 como ingeniero agrónomo. Empezó a trabajar como segundo administrador de la hacienda San Nicolás; luego fue administrador de la hacienda Huayta. A fines de la década de 1920 viajó a los principales centros agrícolas de Estados Unidos, Asia y Europa, en plan de investigación. De vuelta al Perú trabajó en las haciendas Cartavio y Humaya; a esta última la convirtió en la más próspera productora de algodón del país. 
Fue gerente del ingenio central azucarero de Huaura y consultor técnico del Banco de Crédito del Perú.

### Ministro de Agricultura
El 28 de julio de 1945 fue nombrado ministro de Agricultura, en el recién inaugurado gobierno de José Luis Bustamante y Rivero. Su gestión fue breve, pues en septiembre del mismo año, se vio obligado a renunciar a raíz de una severa interpelación que sufrió en el Congreso el 20 de setiembre, donde existía una mayoría opositora aprista.
La versión popularizada afirma que fue censurado por no saber el precio de los pallares en Ica. Pero la historia no fue exactamente así. Ciertamente, en la interpelación, el diputado aprista Alfredo Saco Miró-Quesada le preguntó: «¿Cuál es el precio de los pallares en Ica?» Basombrío no lo sabía, pues adujo que era difícil saber de memoria ese tipo de cifras. Pero lo que en realidad quería cuestionar Saco era que el precio de los pallares en Ica, donde se producían, era más elevado que en Lima. Es decir, hacía notar un desbarajuste que existía en el sector de Agricultura. Basombrío, para evitar su inminente censura, optó por presentar su carta de renuncia, el 26 de septiembre de 1945.

Las declaraciones formuladas al debatirse la moción presentada por la Célula Parlamentaria Aprista, después de la interpelación a que fui sometido en la Cámara de Diputados, las expresiones vertidas en el curso del debate y el sentido de las mociones aprobadas, me inducen a presentar renuncia irrevocable del cargo de ministro de Estado en el Despacho de Agricultura, contribuyendo a esta determinación, el sincero deseo que tengo, por el bien mismo del país, de dejar en libertad al Poder Ejecutivo, para buscar una mejor fórmula a la solución inmediata del problema de las subsistencias. Ruego a Ud. se sirva elevar al Sr. Presidente de la República, mi renuncia y manifestarle mi sincero agradecimiento por las pruebas de confianza y deferencia que en todo momento me ha demostrado. Ofrezco igualmente a Ud. Sr. Presidente del Gabinete mi agradecimiento por sus siempre leales demostraciones de confianza, presentando a Ud. las seguridades de mi más distinguida consideración personal. Dios guarde a Ud. [Firmado] Enrique Basombrío Echenique
Enrique Basombrío, 28 de setiembre de 1945